# Neckarstadt-West
Neckarstadt-West ist ein Stadtbezirk und Stadtteil von Mannheim unmittelbar nördlich des Neckars, westlich der Kurpfalzbrücke.

## Geografie
Der Neckar, der an der Friesenheimer Insel in den Rhein mündet, ist Namensgeber und trennt die Neckarstadt von der südlich liegenden Innenstadt. Grenzen bilden im Westen Neckar und Rhein, östlich die Neckarstadt-Ost und nördlich Sandhofen sowie Waldhof. Zum Stadtbezirk gehören der Alte Meßplatz, die Mittelstraße mit ihrem umliegenden Straßennetz, die Erlenhofsiedlung sowie die Friesenheimer Insel mit Altrheinhafen und Industriehafen.

## Geschichte
Die heutige Neckarstadt-West hat ihren Ursprung in den ehemaligen „Neckargärten“. Diese wurden ab 1679 nördlich des Neckars auf dem „Pflügersgrund“ als Bürgergärten angelegt und Ende 1682 an 560 Bürger zur Nutzung vergeben. 1860 wohnten dort 60 Familien mit 260 Personen, meist Gärtner, Gewerbetreibende und Handwerker.
Nachdem 1871 zunächst zwei Gewanne jenseits des Neckars für die Neubebauung freigegeben waren, wurde 1872 die Anlage der „Neckarvorstadt“, des neuen Mannheimer Stadtteils, beschlossen. 1876 zog das Volksfest, die Mannheimer Mess, von der Innenstadt auf den um 1870 erbauten Messplatz jenseits des Neckars, heute „Alter Meßplatz“. 1879 wurde die Riedbahn Neckarvorstadt – Lampertheim – Worms mit Bahnhof an der Neckarbrücke eröffnet. Bis 1887 waren die Grundstücke in sieben Quadraten zwischen Messplatz, Mittelstraße und Dammstraße verkauft. Das Wegeschema der Gärten wurde für weitere Straßen beibehalten. Ende 1890 hatte die (gesamte) Neckarstadt 9.660 Einwohner und die weitere Entwicklung erfolgte zügig, u. a. Volksbad (1890), Gasversorgung (1883), Hildaschule (1894), Markt (1898), neuer Bahnhof Mannheim-Neckarvorstadt (1901). Die ursprünglich nur nummerierten Querstraßen erhielten 1902 ihre Namen. Begünstigt wurde Neckarstadt-West nach 1897 durch den Bau des Industriehafens.
Die überwiegend aus den Neckargärten übernommenen Querstraßen waren beginnend am Messplatz im Verlauf der Mittelstraße nummeriert. Ende 1902 wurden die Bezeichnungen mit Zahlen aufgehoben und reguläre Straßennamen vergeben. Die ehemalige Nummerierung ist heute noch in den Straßennamen „Zehntstraße“ (10. Querstraße) und „Elfenstraße“ (11. Querstraße) sowie im Volksmund „Neunzehnte“ für die Lupinenstraße erhalten.
Die Wohnbebauung war etwa 1914 weitgehend abgeschlossen. 1926–27 wurde die Erlenhofsiedlung errichtet. Vom Krieg relativ unzerstört weist der Stadtteil den größten Bestand an Gründerzeithäusern in ganz Mannheim auf.

## Politik
Neckarstadt-West ist einer der sechs inneren Stadtbezirke. Nach der Hauptsatzung der Stadt Mannheim hat der Stadtbezirk einen Bezirksbeirat, dem 12 dort wohnende Bürger angehören, die der Gemeinderat entsprechend dem Abstimmungsergebnis der Gemeinderatswahl bestellt. Sie sind zu wichtigen Angelegenheiten, die den Stadtbezirk betreffen, zu hören und beraten die örtliche Verwaltung sowie Ausschüsse des Gemeinderats.
| Partei     | 2019 | 2014 | 2009 | 2004 | 1999 | 1994 |
| ---------- | ---- | ---- | ---- | ---- | ---- | ---- |
| Grüne      | 4    | 3    | 4    | 2    | 1    | 2    |
| SPD        | 3    | 4    | 5    | 5    | 6    | 6    |
| Die Linke  | 2    | 2    | 1    | 0    | –    | –    |
| Die PARTEI | 1    | -    | -    | -    | -    | -    |
| CDU        | 1    | 2    | 2    | 4    | 5    | 3    |
| AfD        | 1    | 1    | –    | –    | –    | –    |
| BLM        | -    | –    | 0    | 1    | –    | –    |

In der Neckarstadt-West ist die Wahlbeteiligung gering. Bei der Wahl zum Oberbürgermeister am 18. Juni 2023 gingen nur 16,5 % der Wahlberechtigten zur Urne. Eine Analyse der Stadt Mannheim bei der OB-Wahl 2015 hatte ergeben, dass nur 5 Prozent der wahlberechtigten EU-Bürger ihre Stimme abgegeben hatten, während es bei den Deutschen ungefähr 34 Prozent taten.

## Glaubens- und Kirchengemeinden
- Herz-Jesu-Kirche (katholisch)
- St. Nikolaus (katholisch)
- Lutherkirche (evangelisch)
- Paul-Gerhardt-Kirche (evangelisch)
- St. Michael (evangelisch-lutherisch)
- Russisch-Orthodoxe Kirche (Gärtnerstraße)
- al-Faruq-Omar-Moschee (Lortzingstraße)

## Verkehr

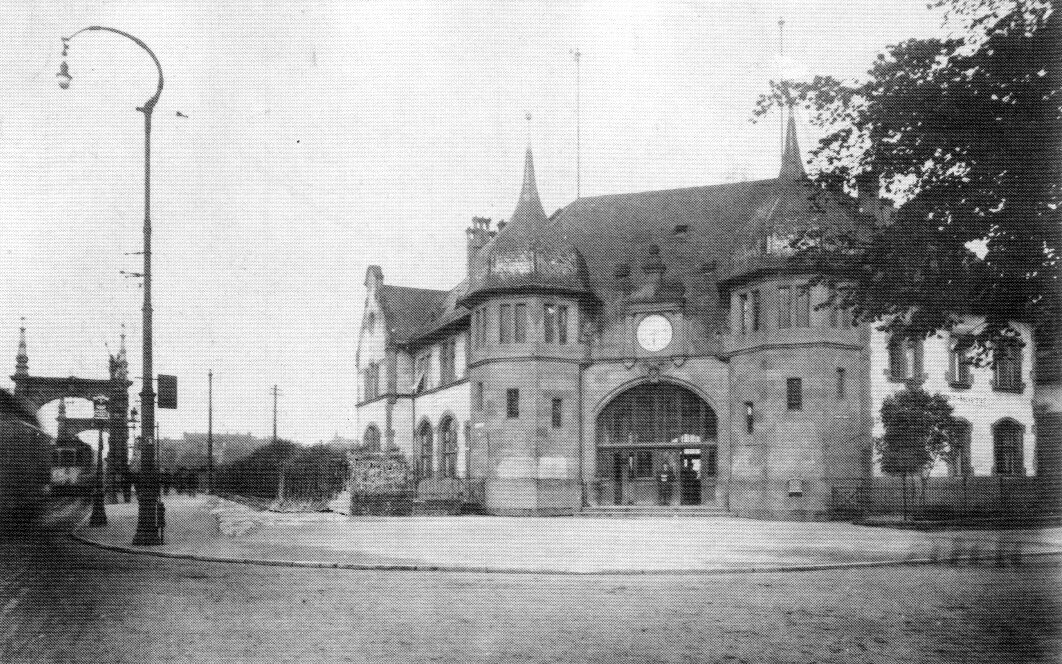
Historischer Bahnhof Mannheim-Neckarstadt von 1901

1879 wurde die Riedbahn gebaut. Die Gleise führten vom Waldhof kommend westlich um die Neckarstadt, dann südlich am Neckar entlang und endeten an der heutigen Kurpfalzbrücke am Bahnhof Mannheim-Neckarstadt („Riedbahnhof“). Erst 1985 wurden die Gleise mit der neuen Westlichen Einführung der Riedbahn und der Riedbahnbrücke West über den Neckar sowie den Handelshafen zum Hauptbahnhof ausgebaut. An dieser Strecke befindet sich ein neuer Haltepunkt Neckarstadt, so dass der Stadtteil Neckarstadt-West – wie bereits bis Ende der 1970er Jahre – seitdem wieder mit der Eisenbahn erreichbar ist.
Im Osten der Neckarstadt-West, durch die Waldhofstraße, führen die Linien 1 und 3. Die Streckenführung der Linie 2 führt durch die Neckarstadt-West. Am Alten Messplatz hält des Weiteren die Linie 4. Alle Linien werden von der RNV betrieben.

## Stadtteilleben

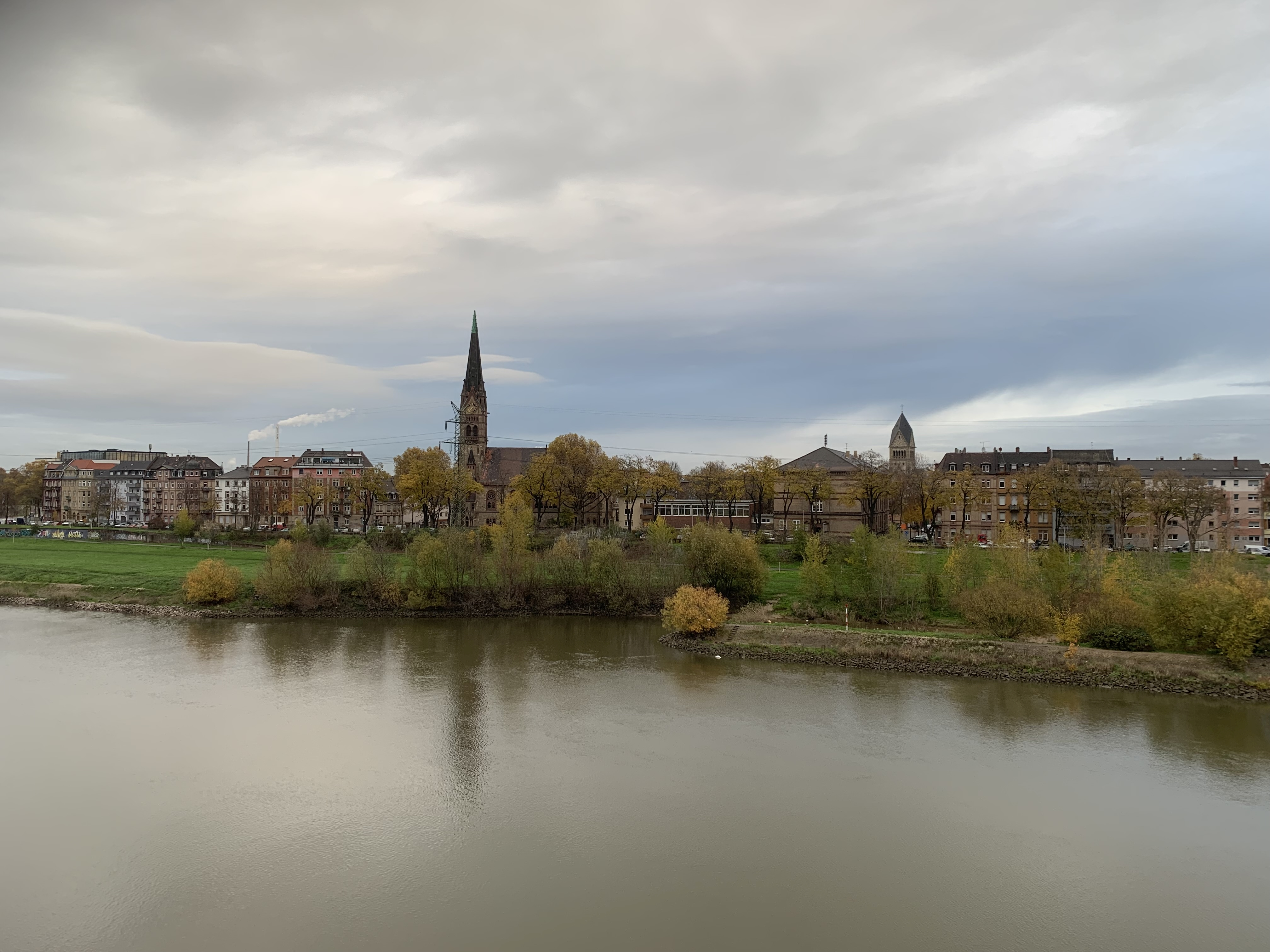
Die Neckarstadt-West mit dem Marchivum (links), der Lutherkirche (Mitte) und der Herz-Jesu-Kirche (rechts)

Die Neckarstadt-West ist ein urban geprägter Stadtbezirk mit dem größten denkmalgeschützten Altbaubestand. Im Vergleich zu anderen Lagen in Mannheim ist hier günstiger Wohnraum mietbar. Als Stadtteil ist sie aufgrund ihrer urbanen Prägung, Innenstadtnähe und Vielfältigkeit vor allem bei Künstlern und Studenten beliebt. Der Stadtteil gilt allerdings auch als Problemviertel, weshalb u. a. Entwicklungsmaßnahmen „zur lokalen Stadterneuerung“ ergriffen wurden. Nach dem Mannheimer Sozialatlas handelt es sich um einen Stadtteil mit stark überdurchschnittlichen sozialen Problemen. Die Gentrifizierung des Stadtteils schreitet dabei vom Alten Messplatz im Osten her voran. Neckarstadt-West hat in Mannheim einen der höchsten Anteile von Bevölkerung mit Migrationshintergrund. Insgesamt leben hier ca. 22.000 Menschen aus über 100 Nationen.
Viele Kultureinrichtungen sind in der Neckarstadt-West beheimatet:
- Das Capitol, ein ehemaliges Lichtspielhaus, wurde 1927 erbaut, besitzt eine auffällige Architektur und ist heute ein überregional bekanntes Konzerthaus.
- Das theater oliv ist ein freies Theater, direkt am Alten Messplatz gelegen.
- Mit dem Einraumhaus gibt es – ebenfalls direkt am Alten Messplatz – eine weitere Kultureinrichtung.
- Das COMMUNITYartCENTERmannheim ist ein soziokulturelles Zentrum für den Stadtteil.
- Die Geschichtswerkstatt fand in den Kellerräumen des Alten Volksbads ihr Zuhause. Das Alte Volksbad selbst hat inzwischen die Funktion eines Kreativwirtschaftszentrums.
- Kultureller Höhepunkt ist das jährlich stattfindende Kulturfestival Lichtmeile.

Auch der Neckar und seine Promenade sind beliebte Ausflugsziele. Der Abenteuerspielplatz „Erlenhof“ ist besonders für Kinder interessant. Hier kann Volleyball gespielt, Skateboard und Kettcar gefahren werden. Auch zahlreiche Einkaufsmöglichkeiten für den täglichen Bedarf sind vorhanden.
Der Alte Meßplatz ist mit dem Restaurant Platzhaus, den Wasserfontänen und Bänken, dem Bouleplatz und den Skateboard-Flächen ein beliebter Treffpunkt für die Stadtteilbewohner.
ALTER wurde von einer Brachfläche in eine gemeinwohlorientierte Freizeitfläche zwischen Altem Messplatz und Neckarwiese umgewandelt. Sie wird vom gemeinnützigen Verein POW e. V. entwickelt und seit 2018 als Vereinsgelände von diesem in Kooperation mit der Stadt Mannheim und der MWS Projektentwicklungsgesellschaft voraussichtlich bis 2023 als Zwischennutzung betrieben. 2024 sollen auf einem Teil des Geländes die Bauarbeiten für das Forum Deutsche Sprache beginnen.